# Manolo

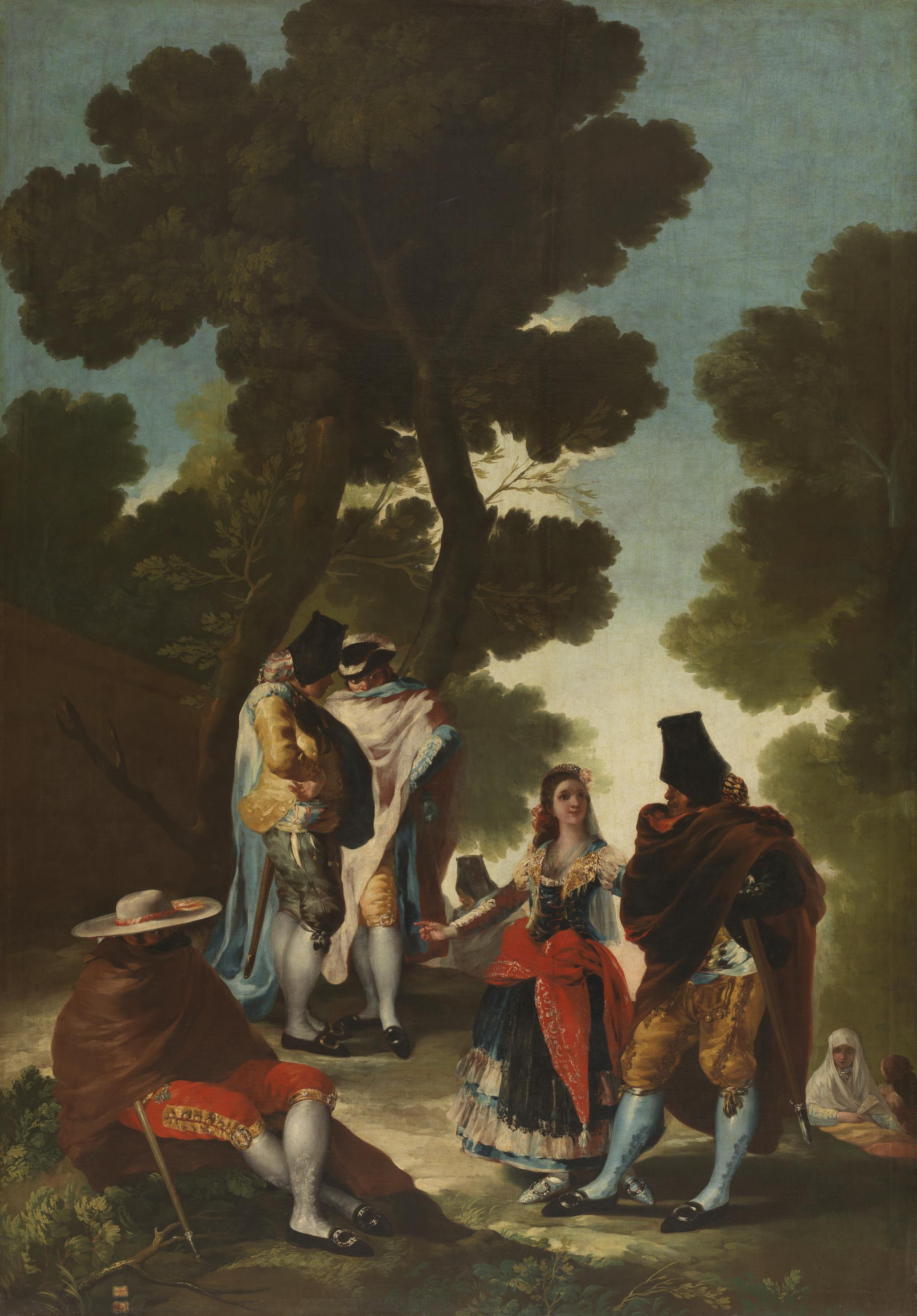
La maja y los embozados, por Goya.

Manolo es una derivación coloquial del nombre Manuel, y desde finales del siglo XVIII, por un famoso sainete de Ramón de la Cruz (1769), se utiliza como sinónimo de guapo, valiente o chulo, los rasgos con los que se identificaba a las clases populares madrileñas, de un modo equivalente al concepto de majo (para las mujeres, manola y maja) y en relación con los de chulapo y chispero.
También se utiliza la expresión majismo para designar la afición casticista de la aristocracia por el vestuario y las costumbres propias de manolos y majos de ambos sexos, incluyendo la música, bailes y diversiones populares (fandango, tauromaquia, etc.); en oposición a la moda francesa (representada por su contrafigura: el petimetre —joven de clase alta, amanerado y ocioso—) e incluso a los valores de la Ilustración.

## Manolos y majos goyescos

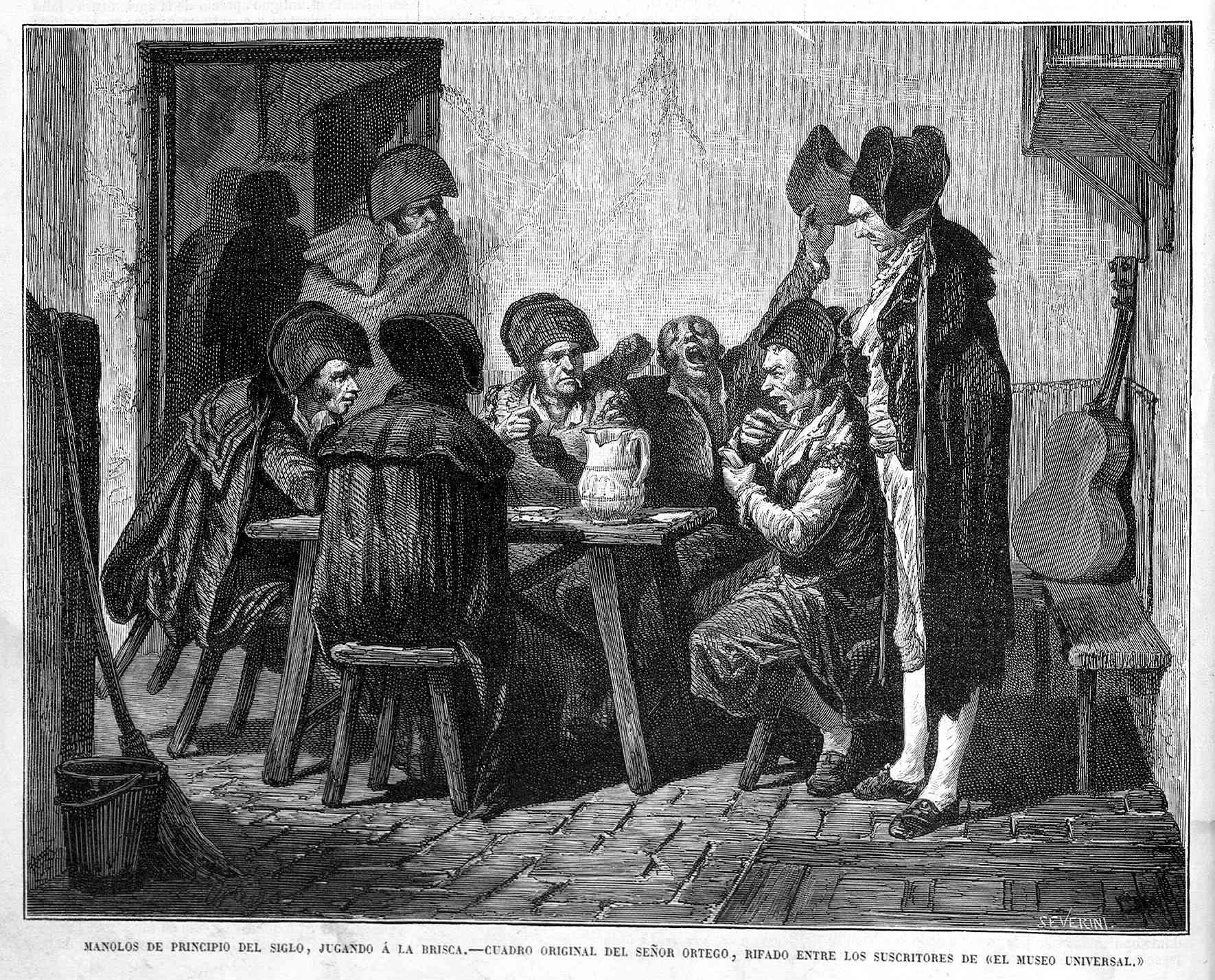
Manolos de comienzos del jugando a la brisca, por Francisco Ortego.

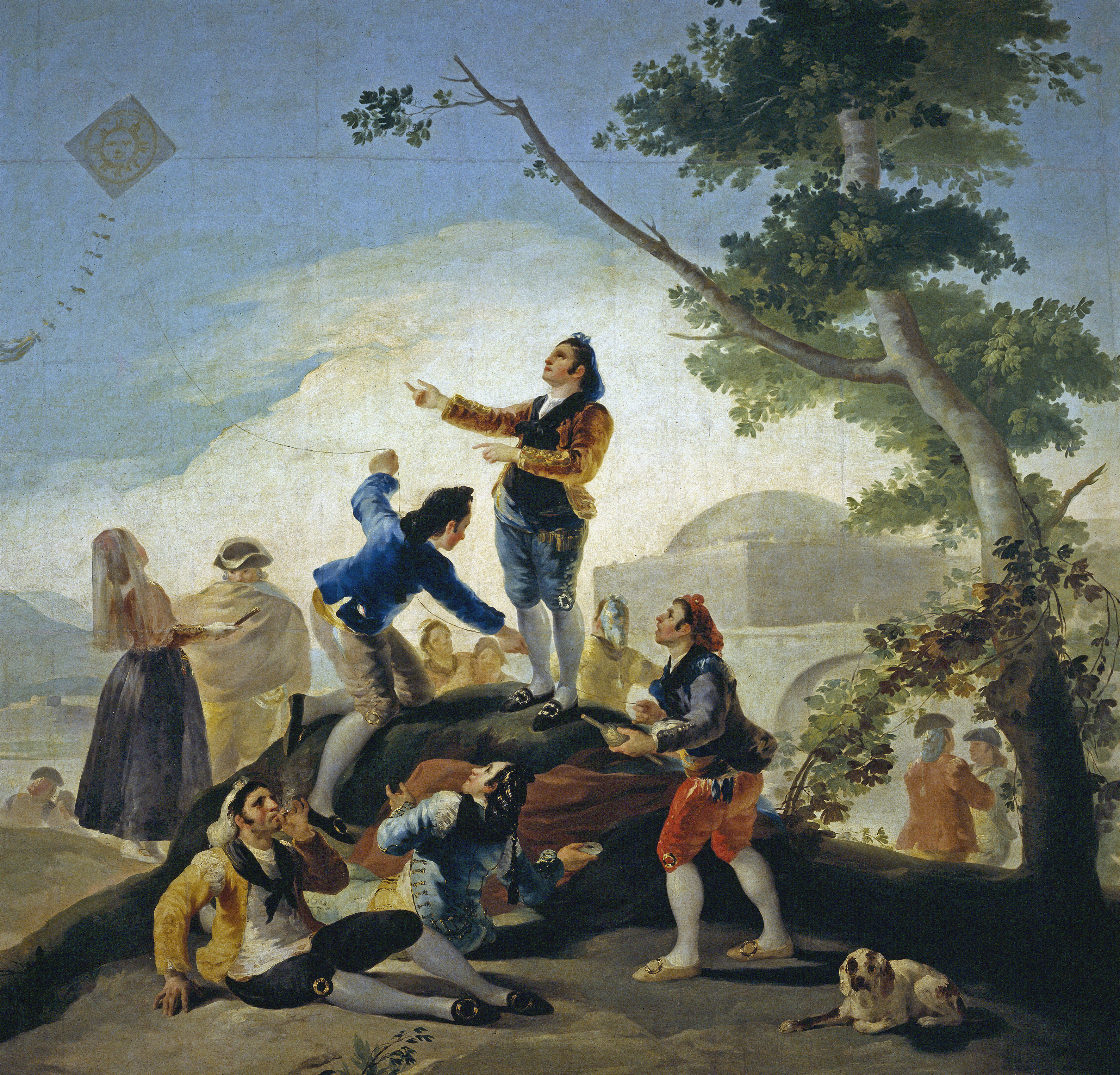
La cometa, por Goya.

Majos y majas son los personajes que inmortalizaron los cuadros de escenas populares de Goya, sobre todo sus series de cartones para tapices (La maja y los embozados, La cometa), o las famosas La maja desnuda y La maja vestida (aunque la personalidad de la retratada es objeto de debate). El casticismo de la aristocracia española la hacía imitar el vestuario y la pose de los "manolos", de forma que es habitual que Goya también pintase a nobles con ropa similar. De una forma más trágica, pueden reconocerse "manolos" o "majos" en los personajes que aparecen en Dos de mayo de 1808 y en Los fusilamientos del tres de mayo.
Simultáneamente (y con evidentes resultados de integración social, véase Pan y Toros) se desarrolló el toreo a pie, que convertía en héroes y sacaba de la pobreza a estos personajes populares (antes se prefería el toreo a caballo, reservado a la nobleza), con lo que el traje llamado "goyesco" (redecilla en el pelo para ambos sexos; corpiño ajustado y escotado, pañuelo, mangas con farol y falda de vuelo con mandil para las mujeres; y pañuelo al cuello, chaquetilla, calzón hasta las rodillas y medias para los hombres) inmortalizado en la serie de grabados La tauromaquia, pasó a ser el de los toreros, evolucionando durante el siglo XIX al actual traje de luces.
Hay que recordar que el protagonismo de las masas en la historia española, y muy concretamente en Madrid, empieza a ser percibido desde el motín de Esquilache (1766), y más adelante se hace evidente en la Guerra de la Independencia (1808). Lo ambivalente de ese protagonismo se da también en la figura del "manolo", al que puede entenderse tanto como un epíteto admirativo como despectivo, según la intención del que lo use. Desde un punto de vista ilustrado, podría considerarse como el resumen de todos los vicios de un pueblo sumido en el atraso. Desde un punto de vista casticista, de las virtudes de la raza española. La postura de Goya es mucho más compleja, y toma parte de ambas. La mayor parte de los intelectuales de finales del siglo XVIII tomaron una clara postura en contra del majismo; Jovellanos llegó a denunciar la miserable imitación de las libres e indecentes danzas de la ínfima plebe.

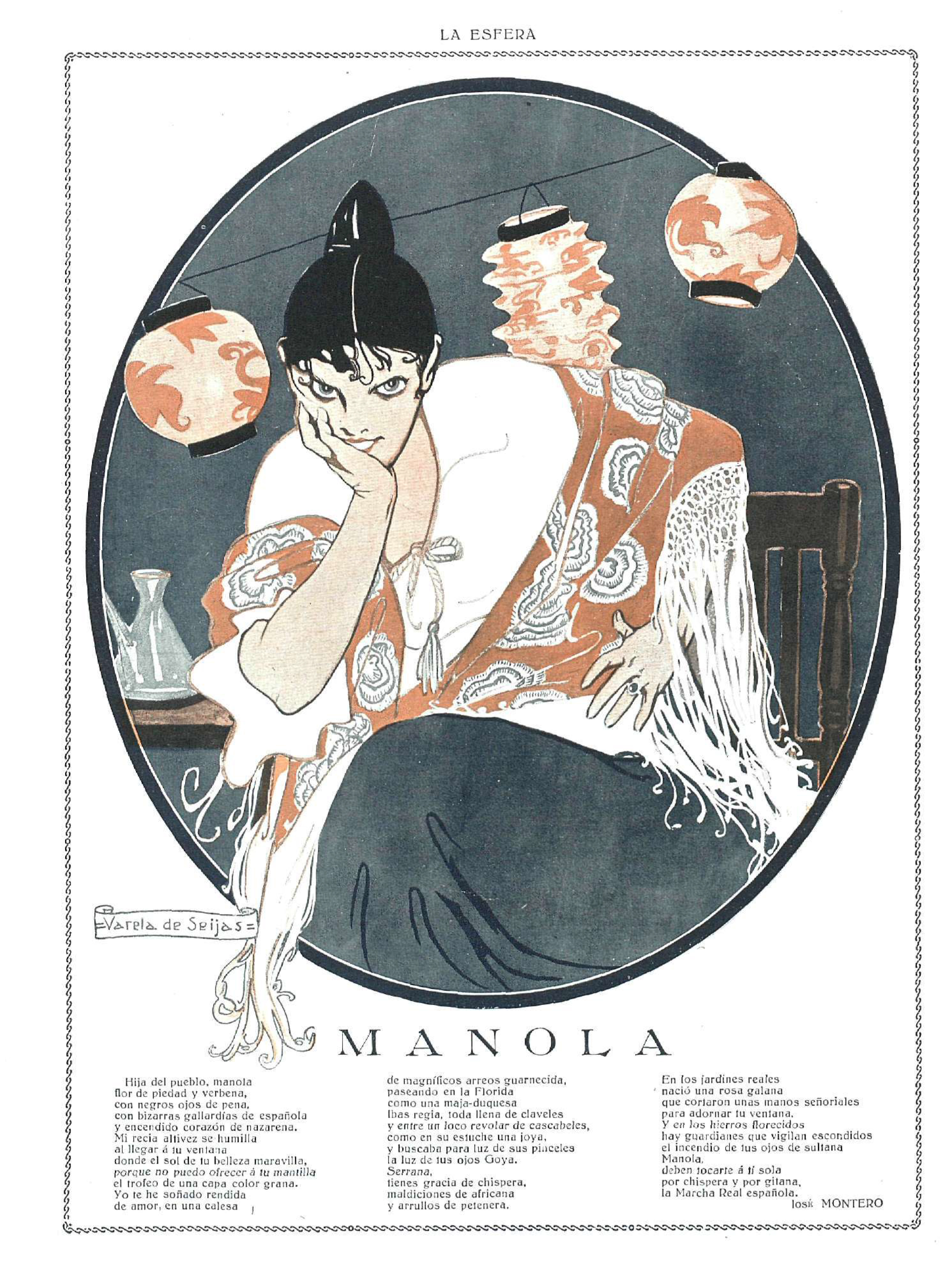
«Manola», de José Montero, ilustración de Varela de Seijas (La Esfera, 22 de julio de 1916).

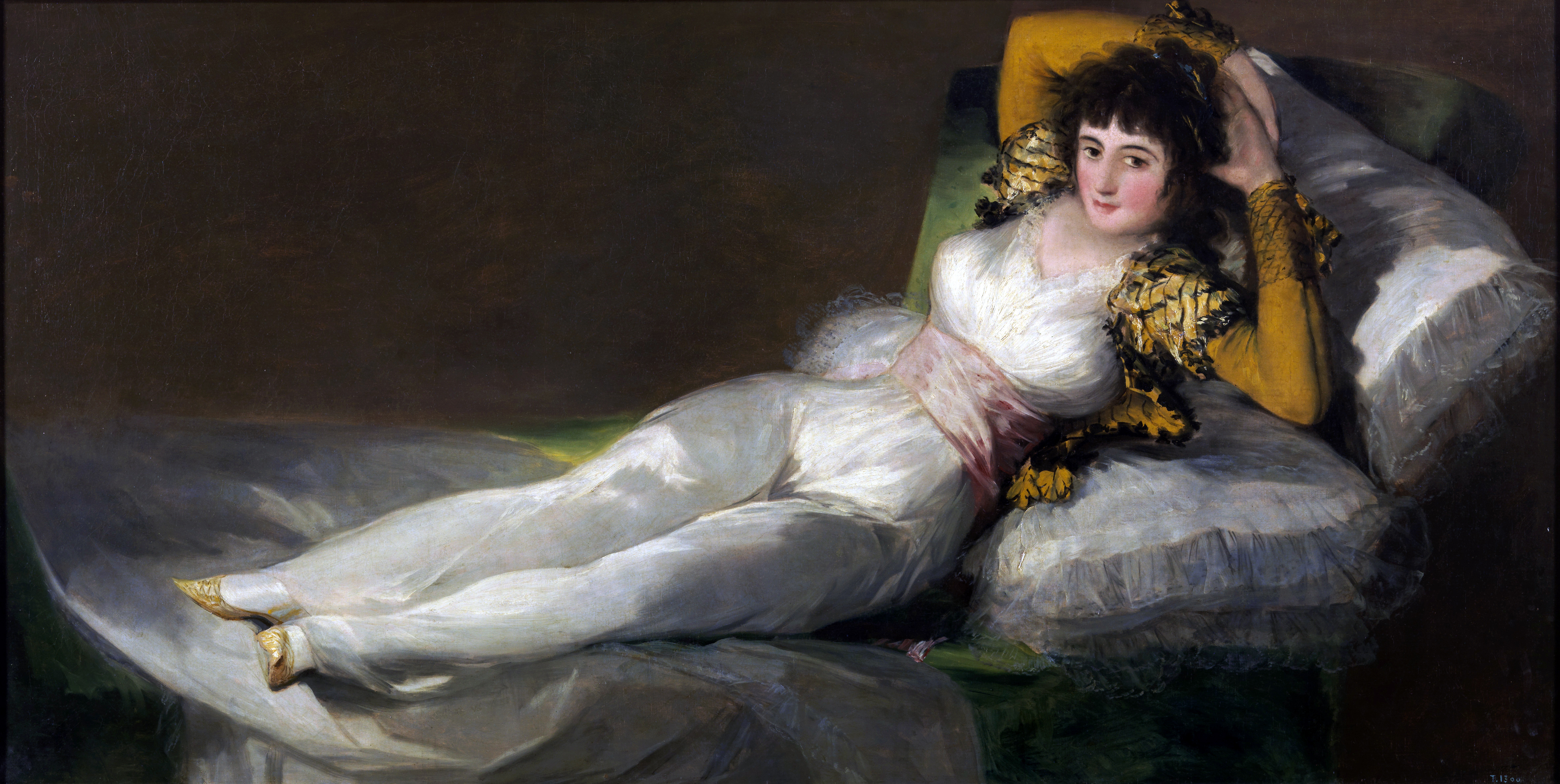
La maja vestida, por Goya.

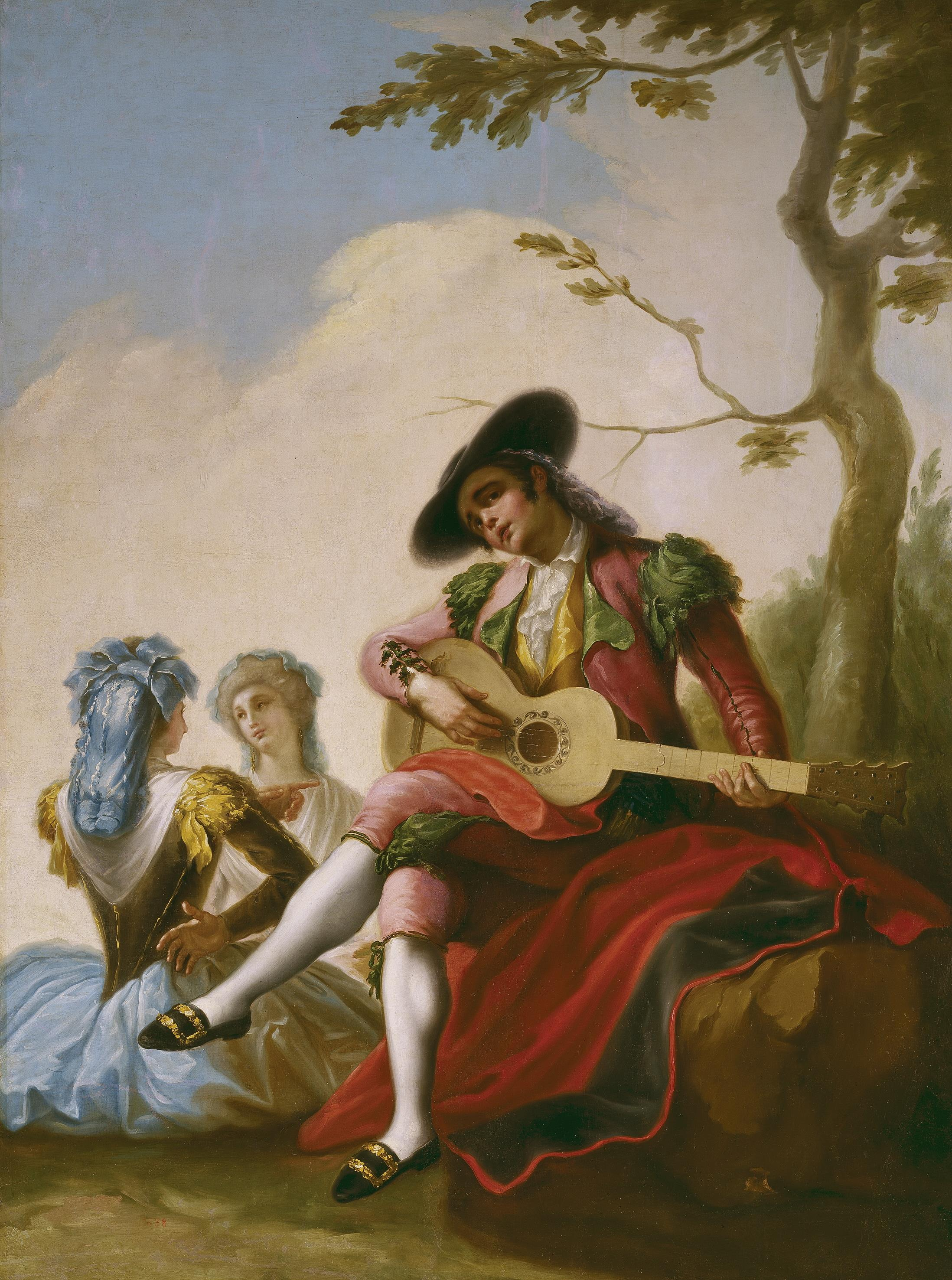
El majo de la guitarra, por Ramón Bayeu.

Las palabras majo y maja están usadas también en referencia a la obra de Goya. Es el caso de Granados (Goyescas - Los Majos enamorados) y de Manet (Chico con traje de majo). El manolismo se encuentra en numerosas obras europeas del siglo XIX  como representación imaginativa de los estereotipos hispánicos, de los cuales la ópera Carmen (Bizet) es uno de los más notables representantes.

## Manolos, majos, chulapos y chisperos
Existió por algún tiempo cierta rivalidad entre manolos y manolas, nombres asignados a los habitantes del barrio de Lavapiés (lo que tendría su origen en la profusión del nombre Manuel, con el que se dice que se bautizaron muchos judeoconversos, aunque en otras fuentes se asocia esta costumbre con los moriscos), y los chulapos y chulapas, nombres asignados a los del barrio de Malasaña o de Maravillas, también llamados majos. Hoy en día se suelen emplear estos términos indistintamente (no así el de majo o maja, que se reserva al traje goyesco masculino y femenino) para referirse a la gente vestida con el atuendo tradicional madrileño, fijado por las zarzuelas de finales del siglo XIX y principios del siglo XX (por ejemplo, en La verbena de la Paloma):

...chaquetilla o chaleco con clavel en la solapa, pantalones oscuros y ajustados, gorra negra a cuadros, botines y pañuelo blanco al cuello y ellas con pañuelo a la cabeza con clavel rojo o blanco, blusa blanca y ajustada con falda de lunares o vestido típico de lunares hasta los pies y mantón de Manila.

Los chulapos eran también conocidos como «chisperos», porque su barrio era donde se concentraba un gran número de herrerías, y muchos de sus mozos eran herreros. Los herreros eran denominados chisperos por las chispas con las que entraban en contacto como consecuencia de su oficio en la fragua. También se denomina chispero al encendedor o mechero, particularmente al antiguo, que consistía en obtener chispa de una piedra o pedernal para inflamar yesca o una mecha de cuerda. También existe un cohete chispero.